# Motunau
Motunau ou Greta Valley est une petite localité de la région de Canterbury, située dans l'Île du Sud de la Nouvelle-Zélande.

## Situation
Elle est localisée à 83 km au nord de la cité de Christchurch.
La localité est située à approximativement mi-chemin entre la cité de Christchurch et la ville de Kaikoura juste en dehors du trajet de la route State Highway 1.

## Toponymie
Elle fut nommée en 1850 d’après le nom de la rivière Greta dans le Yorkshire par l’homme de loi Sir Charles Clifford et Sir Frederick Weld , mais en fait, elle est située à l’est de la rivière  Greta et plutôt sur la berge sud de la rivière Waikari.

## Tremblement de terre de 2016
Le 22 novembre 2016 à 18 h 13, un séisme de magnitude 5.7 secoua la petite ville de Scargill (dans la sub-division:b de Glenmark du District de Hurunui) , à 2 kilomètres au nord-ouest de Greta Valley. 
Le tremblement de terre fut décrit par les résidents locaux comme sévère du fait de sa faible profondeur à 7 kilomètres. 
Il en a résulté des dommages significatifs pour le hall de la communauté locale, pour les maisons et les citernes d'eau. Le tremblement de terre fut considéré comme étant un contre-coup du  Séisme de 2016 à Kaikoura.

## Éducation
- Greta Valley School est l’école locale du district

L'école de Greta Valley est une école publique, mixte, assurant le primaire , pour les enfants allant de l'année 1 à 8  avec un effectif de 20 élèves en̺ mars 2020 .
Les installations comprennent la piscine, deux terrains de jeux, un court de tennis et la bibliothèque.

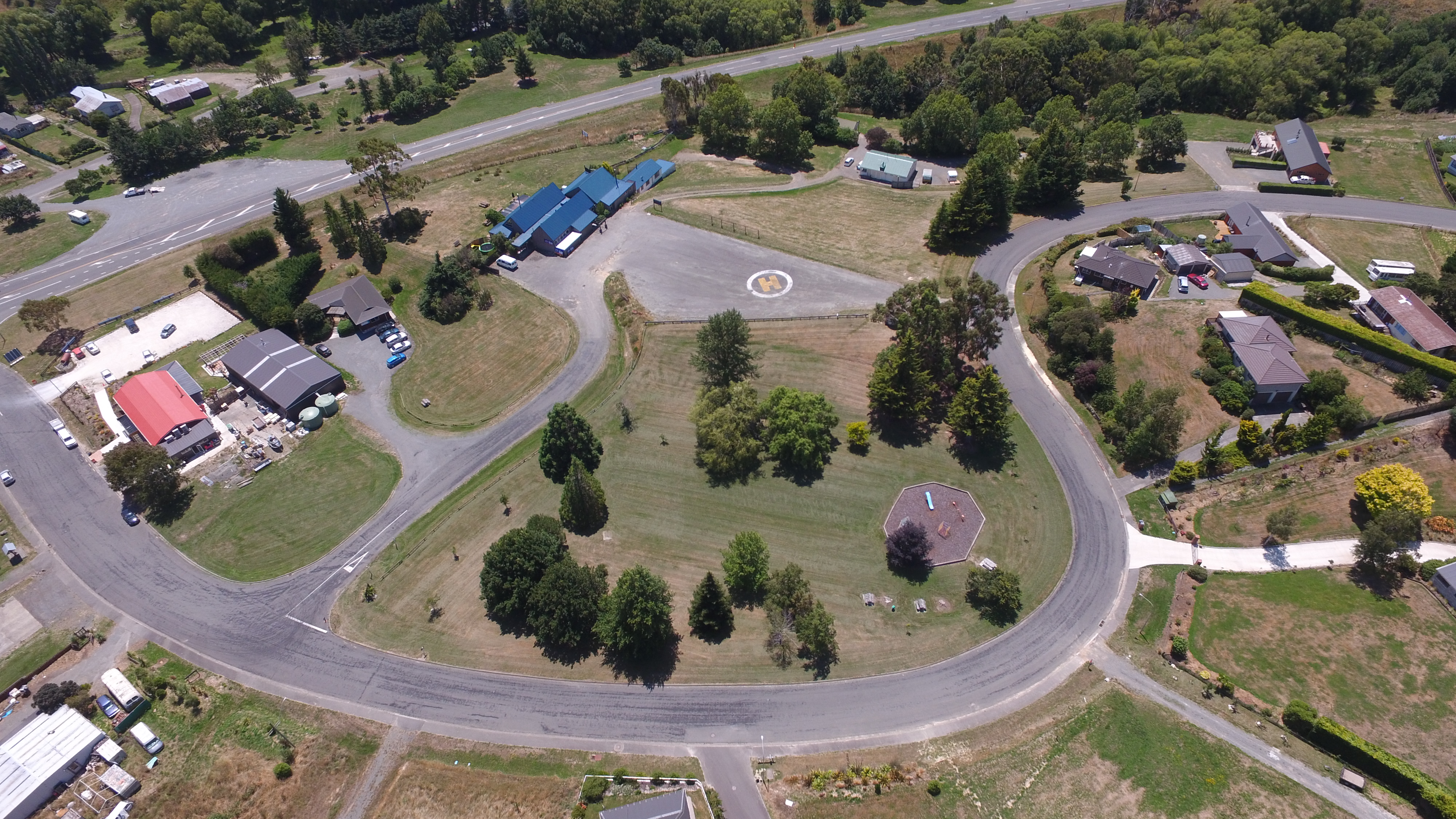
'Tavern Reserve', une zone de pique-nique et une aire de jeux
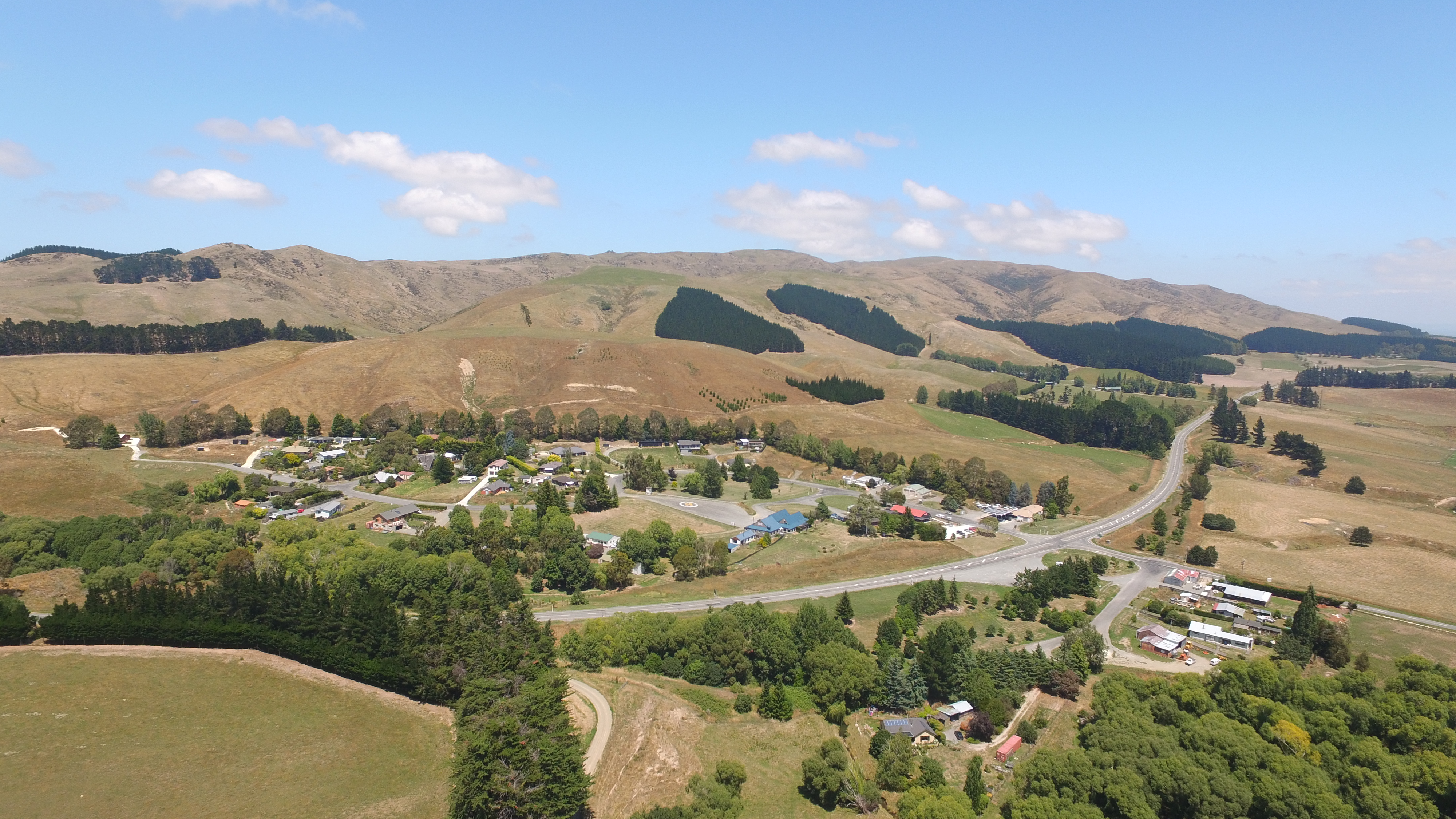
Le village de Greta Valley en regardant vers le sud plus à l'est
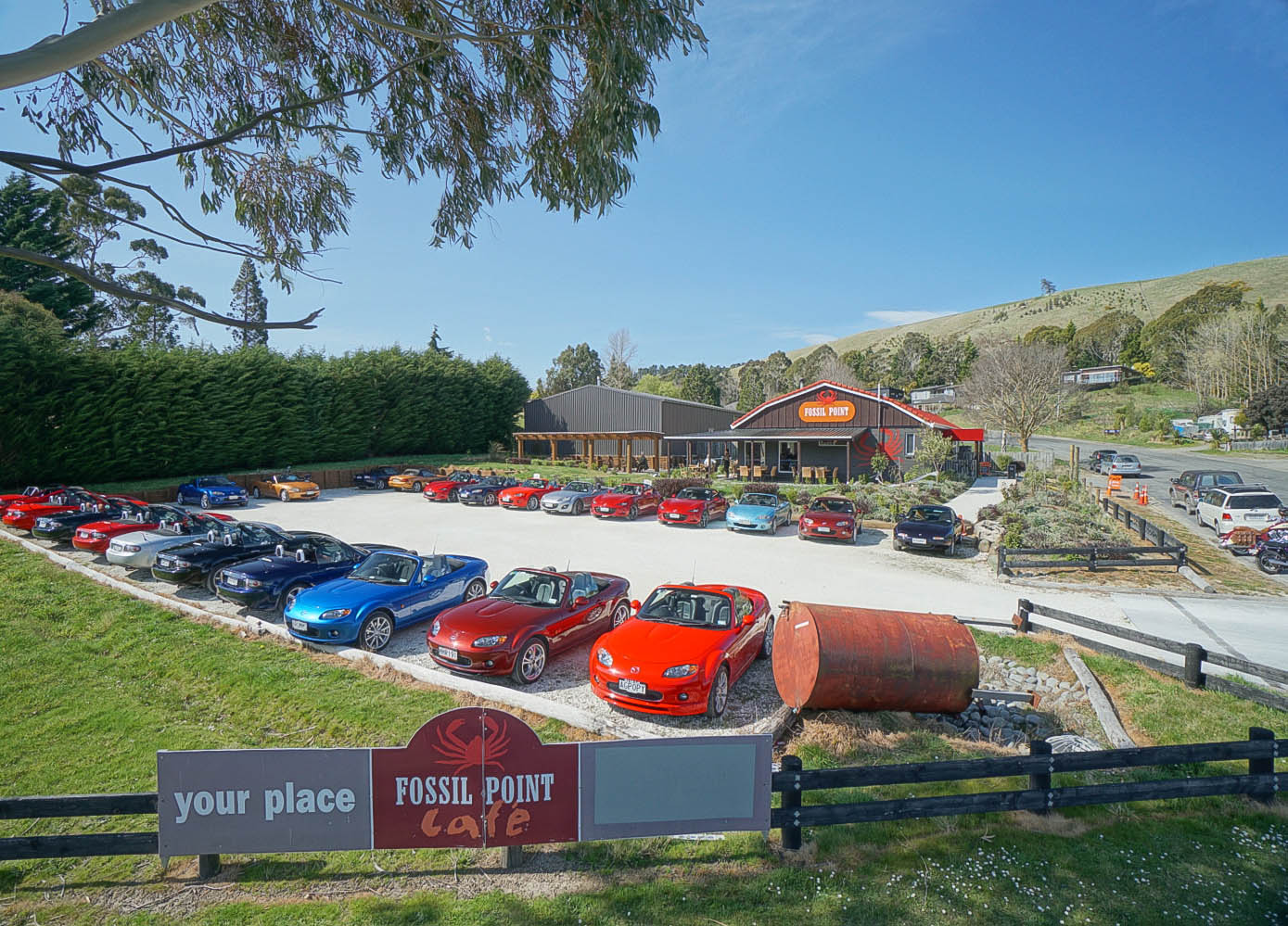
Café local